# Tossal Gros (Bellver de Cerdanya)
El Tossal Gros és una muntanya de 2.256 metres que es troba al municipi de Bellver de Cerdanya, a la comarca de la Baixa Cerdanya.